# Molgula marioni
Molgula marioni är en sjöpungsart som beskrevs av C.S. Millar 1960. Molgula marioni ingår i släktet Molgula och familjen kulsjöpungar. Inga underarter finns listade i Catalogue of Life.